# Triple DES
El Triple DES (també anomenat 3DES) és un algorisme de xifratge simètric que encadena 3 aplicacions successives de l'algorisme DES sobre el mateix bloc de dades de 64 bits, amb 2 o 3 claus DES diferents. Aquesta forma de der servir tres xifratges DES ha estat desenvolupada per Walter Tuchman (cap del projecte DES a IBM), hi ha altres maneres de fer servir tres vegades DES però no són per força segures. La versió de Tuchman fa servir un xifratge, seguit d'un desxiframent per concloure de nou amb un xifratge. El Triple DES generalment es fa servir només amb dues claus diferents. El mode estàndard és fer-lo servir en mode EDE (Encryption, Decryption, Encryption, és a dir Xifratge, Desxiframent, Xifratge) el que el fa compatible amb DES quan s'utilitzen tres vegades la mateixa clau. En el cas d'una implementació per maquinari això permet fer servir el mateix component respecte l'estàndard DES i l'estàndard Triple DES. En el mode proposat per Tuchman, 3DES s'escriu més formalment d'aquesta manera:
{\displaystyle C=E_{DES}^{k3}{\Bigg (}D_{DES}^{k2}{\bigg (}E_{DES}^{k1}(M){\bigg )}{\Bigg )}}
Una altra variant de Triple DES és la de Carl Ellison, però no forma part de l'estàndard definit per a 3DES: 
{\displaystyle C=E_{DES}^{k3}{\Bigg (}T{\Bigg (}E_{DES}^{k2}{\bigg (}T{\bigg (}E_{DES}^{k1}(M){\bigg )}{\bigg )}{\Bigg )}{\Bigg )}}
on {\displaystyle T~} és una funció de transposició destinada a augmentar la difusió. Aquesta funció pren per entrada un bloc de 8192 octets, omple la llavor d'un generador de nombres pseudoaleatoris amb l'histograma dels octets, i barreja els octets del bloc gràcies a la sortida del generador. L'histograma no es canvia per les permutacions i, per tant, l'operació inversa és possible. David Wagner va proposar un atac basat en l'esquema d'Ellison el 1997.
Fins i tot quan es fan servir 3 claus de 56 bits diferents, la força efectiva de l'algorisme no és més que de 112 bits i no 168 bits, a causa d'un atac de trobada al mig. Aquest atac continua sent tanmateix poc practicable, en efecte requereix un emmagatzematge de dades de l'ordre de 256 paraules de 64 bits, a més aquest emmagatzematge ha de ser «interrogeable» en un temps molt curt. És per evitar aquest gènere d'atac que el Doble DES està simplement proscrit i que es passa directament a Triple DES, el Doble DES no assegura en efecte més que una força efectiva mitjana de 57 bits.
Encara que està normalitzat (per exemple pel NIST), és ben conegut, i bastant senzill d'implementar, és bastant lent, i tendeix a ser reemplaçat per algorismes més moderns tals com AES, igualment reconegut pel NIST als Estats Units d'Amèrica com segur per a tot intercanvi d'informació.